# Marianne Rosenberg/Diskografie
Diese Diskografie ist eine Übersicht über die musikalischen Werke der deutschen Sängerin Marianne Rosenberg und ihres Pseudonyms Marianne Rosenberger. Den Quellenangaben zufolge hat sie bisher mehr als 20 Millionen Tonträger verkauft. Ihre erfolgreichste Veröffentlichung ist die Single Er gehört zu mir mit über 300.000 verkauften Einheiten.

## Alben

### Studioalben
| Jahr | Titel                              | Höchstplatzierung, Gesamtwochen, AuszeichnungChartplatzierungen (Jahr, Titel, Platzierungen, Wochen, Auszeichnungen, Anmerkungen) | Höchstplatzierung, Gesamtwochen, AuszeichnungChartplatzierungen (Jahr, Titel, Platzierungen, Wochen, Auszeichnungen, Anmerkungen) | Höchstplatzierung, Gesamtwochen, AuszeichnungChartplatzierungen (Jahr, Titel, Platzierungen, Wochen, Auszeichnungen, Anmerkungen) | Anmerkungen                              |
| Jahr | Titel                              | DE | AT | CH | Anmerkungen                              |
| ---- | ---------------------------------- | --- | --- | --- | ---------------------------------------- |
| 1971 | Fremder Mann                       | — | — | — | Erstveröffentlichung: 16. November 1971  |
| 1972 | Lieder                             | — | — | — | Erstveröffentlichung: 20. Dezember 1972  |
| 1974 | Träume                             | — | — | — | Erstveröffentlichung: September 1974     |
| 1976 | Ich bin wie du                     | DE42 (4 Wo.)DE | — | — | Erstveröffentlichung: Januar 1976        |
| 1976 | Lieder der Nacht                   | DE20 (18 Wo.)DE | — | — | Erstveröffentlichung: November 1976      |
| 1977 | War es wirklich gestern?           | — | — | — | Erstveröffentlichung: September 1977     |
| 1978 | Flüsterndes Gras                   | — | — | — | Erstveröffentlichung: August 1978        |
| 1979 | Und die Liebe, sie kam             | — | — | — | Erstveröffentlichung: 1979               |
| 1980 | Traumexpress                       | — | — | — | Erstveröffentlichung: Mai 1980           |
| 1981 | Ich brauche dich …                 | — | — | — | Erstveröffentlichung: 1981               |
| 1984 | Spiegelbilder                      | — | — | — | Erstveröffentlichung: März 1984          |
| 1989 | Uns verbrennt die Nacht            | DE59 (9 Wo.)DE | — | — | Erstveröffentlichung: 25. September 1989 |
| 1991 | Und du kannst nichts dagegen tun … | DE37 (10 Wo.)DE | — | — | Erstveröffentlichung: 23. September 1991 |
| 1993 | Set the Night on Fire              | — | — | — | Erstveröffentlichung: 28. Juni 1993      |
| 1993 | Feuerrosen                         | — | — | — | Erstveröffentlichung: 25. Oktober 1993   |
| 1998 | Luna                               | DE48 (3 Wo.)DE | — | — | Erstveröffentlichung: 19. Oktober 1998   |
| 2000 | Himmlisch                          | DE90 (1 Wo.)DE | — | — | Erstveröffentlichung: 13. November 2000  |
| 2008 | I’m a Woman                        | — | — | — | Erstveröffentlichung: 7. März 2008       |
| 2011 | Regenrhythmus                      | DE29 (3 Wo.)DE | — | — | Erstveröffentlichung: 25. Februar 2011   |
| 2020 | Im Namen der Liebe                 | DE1 (19 Wo.)DE | AT12 (1 Wo.)AT | CH17 (1 Wo.)CH | Erstveröffentlichung: 13. März 2020      |
| 2022 | Diva                               | DE5 (5 Wo.)DE | AT21 (1 Wo.)AT | CH27 (2 Wo.)CH | Erstveröffentlichung: 8. Juli 2022       |
| 2024 | Bunter Planet                      | DE9 (4 Wo.)DE | AT53 (1 Wo.)AT | CH33 (1 Wo.)CH | Erstveröffentlichung: 7. Juni 2024       |

grau schraffiert: keine Chartdaten aus diesem Jahr verfügbar

### Kompilationen
| Jahr | Titel               | Höchstplatzierung, Gesamtwochen, AuszeichnungChartplatzierungen (Jahr, Titel, Platzierungen, Wochen, Auszeichnungen, Anmerkungen) | Höchstplatzierung, Gesamtwochen, AuszeichnungChartplatzierungen (Jahr, Titel, Platzierungen, Wochen, Auszeichnungen, Anmerkungen) | Höchstplatzierung, Gesamtwochen, AuszeichnungChartplatzierungen (Jahr, Titel, Platzierungen, Wochen, Auszeichnungen, Anmerkungen) | Anmerkungen                                               |
| Jahr | Titel               | DE | AT | CH | Anmerkungen                                               |
| ---- | ------------------- | --- | --- | --- | --------------------------------------------------------- |
| 2004 | Lieder der Nacht    | DE98 Gold · (1 Wo.)DE | — | — | Erstveröffentlichung: 4. Oktober 2004 Verkäufe: + 100.000 |
| 2004 | Für immer wie heute | DE12 (13 Wo.)DE | — | — | Erstveröffentlichung: 4. Oktober 2004                     |

Weitere Kompilationen
- 1973: Ihre großen Erfolge
- 1974: Star für Millionen
- 1976: Greatest Hits
- 1977: Meine Lieder, meine Träume
- 1981: Star Magazin
- 1982: Motive
- 1988: Lieder der Nacht: 16 unvergessene Hits
- 1990: Ich hab’ auf Liebe gesetzt
- 1991: Star Collection: Marleen
- 1992: Das große deutsche Schlager-Archiv (mit Peter Rubin)
- 1994: Er gehört zu mir
- 1994: Meisterstücke
- 1994: 5 Tage und 5 Nächte
- 1996: Die großen Erfolge
- 1996: Meisterstücke II
- 1996: Meine schönsten Balladen
- 1998: Das Beste von Marianne Rosenberg
- 1999: Ich brauche dich
- 2000: Nur das Beste
- 2004: Ich werd’ da sein
- 2007: Gold Stücke
- 2007: Hautnah – Die Geschichten meiner Stars
- 2008: Hit Collection
- 2008: Schlager Momente
- 2009: Das Beste aus 40 Jahren Hitparade
- 2009: … und mein Lächeln wird dir folgen – Hits & Raritäten
- 2010: Schlagerjuwelen – Ihre großen Erfolge
- 2010: Wie Sand und Meer
- 2013: Best of

### Remixalben
| Jahr | Titel                         | Höchstplatzierung, Gesamtwochen, AuszeichnungChartplatzierungen (Jahr, Titel, Platzierungen, Wochen, Auszeichnungen, Anmerkungen) | Höchstplatzierung, Gesamtwochen, AuszeichnungChartplatzierungen (Jahr, Titel, Platzierungen, Wochen, Auszeichnungen, Anmerkungen) | Höchstplatzierung, Gesamtwochen, AuszeichnungChartplatzierungen (Jahr, Titel, Platzierungen, Wochen, Auszeichnungen, Anmerkungen) | Anmerkungen                          |
| Jahr | Titel                         | DE | AT | CH | Anmerkungen                          |
| ---- | ----------------------------- | --- | --- | --- | ------------------------------------ |
| 1998 | Der Marianne Rosenberg Hitmix | DE52 (4 Wo.)DE | — | — | Erstveröffentlichung: 13. April 1998 |

Weitere Remixalben
- 1990: Remix ’90 Classics
- 1995: Hits und Remixes – Classics II
- 2011: Der Hit-Mix

### EPs
- 1972: Lieder
- 1981: Amiga-Quartett: Marianne Rosenberg

## Singles

### Als Leadmusikerin
| Jahr | Titel Album                                                               | Höchstplatzierung, Gesamtwochen, AuszeichnungChartplatzierungen (Jahr, Titel, Album, Platzierungen, Wochen, Auszeichnungen, Anmerkungen) | Höchstplatzierung, Gesamtwochen, AuszeichnungChartplatzierungen (Jahr, Titel, Album, Platzierungen, Wochen, Auszeichnungen, Anmerkungen) | Höchstplatzierung, Gesamtwochen, AuszeichnungChartplatzierungen (Jahr, Titel, Album, Platzierungen, Wochen, Auszeichnungen, Anmerkungen) | Anmerkungen                                              |
| Jahr | Titel Album                                                               | DE | AT | CH | Anmerkungen                                              |
| ---- | ------------------------------------------------------------------------- | --- | --- | --- | -------------------------------------------------------- |
| 1970 | Mr. Paul McCartney Fremder Mann                                           | DE33 (4 Wo.)DE | — | — | Erstveröffentlichung: Januar 1970                        |
| 1971 | Fremder Mann                                                              | DE8 (22 Wo.)DE | — | — | Erstveröffentlichung: 19. April 1971                     |
| 1971 | Er ist nicht wie du Ihre großen Erfolge                                   | DE5 (19 Wo.)DE | — | — | Erstveröffentlichung: 29. November 1971                  |
| 1972 | Warum gerade ich? Lieder                                                  | DE26 (11 Wo.)DE | — | — | Erstveröffentlichung: 3. Juli 1972                       |
| 1972 | Jeder Weg hat mal ein Ende Ihre großen Erfolge                            | DE9 (20 Wo.)DE | — | — | Erstveröffentlichung: 27. November 1972                  |
| 1973 | Laß dir Zeit Ihre großen Erfolge                                          | DE40 (8 Wo.)DE | — | — | Erstveröffentlichung: 2. Juli 1973                       |
| 1973 | Ein Stern erwacht Träume                                                  | DE21 (4 Wo.)DE | — | — | Erstveröffentlichung: 7. November 1973                   |
| 1974 | Wären Tränen aus Gold Träume                                              | DE20 (16 Wo.)DE | — | — | Erstveröffentlichung: Mai 1974                           |
| 1974 | Karneval Star für Millionen                                               | DE46 (2 Wo.)DE | — | — | Erstveröffentlichung: 21. November 1974                  |
| 1975 | Er gehört zu mir Ich bin wie du                                           | DE7 Gold · (20 Wo.)DE | — | — | Erstveröffentlichung: 14. April 1975 Verkäufe: + 300.000 |
| 1975 | Ich bin wie du                                                            | DE18 (18 Wo.)DE | — | — | Erstveröffentlichung: 27. Oktober 1975                   |
| 1976 | Lieder der Nacht                                                          | DE6 (32 Wo.)DE | — | — | Erstveröffentlichung: 10. Mai 1976                       |
| 1976 | Marleen Lieder der Nacht                                                  | DE5 (26 Wo.)DE | AT24 (4 Wo.)AT | — | Erstveröffentlichung: 15. November 1976                  |
| 1977 | Einen Tag mehr als für immer Lieder der Nacht                             | DE45 (1 Wo.)DE | — | — | Erstveröffentlichung: 20. Juni 1977                      |
| 1979 | Herz aus Glas Und die Liebe sie kam …                                     | DE38 (10 Wo.)DE | — | — | Erstveröffentlichung: 16. April 1979                     |
| 1980 | Ruf’ an Traumexpress                                                      | DE54 (5 Wo.)DE | — | — | Erstveröffentlichung: 14. Juli 1980                      |
| 1980 | Ich hab’ auf Liebe gesetzt Ich brauche dich                               | DE31 (12 Wo.)DE | — | — | Erstveröffentlichung: 17. November 1980                  |
| 1982 | Ich sah deine Tränen Spiegelbilder                                        | DE66 (1 Wo.)DE | — | — | Erstveröffentlichung: März 1982                          |
| 1989 | I Need Your Love Tonight Rivalen der Rennbahn (OST)                       | DE56 (7 Wo.)DE | — | — | Erstveröffentlichung: 27. März 1989                      |
| 1989 | Ich denk’ an dich Uns verbrennt die Nacht                                 | DE40 (30 Wo.)DE | — | — | Erstveröffentlichung: August 1989                        |
| 1990 | Eins, zwei, drei (Ich hab’ gedacht es ist vorbei) Uns verbrennt die Nacht | DE55 (10 Wo.)DE | — | — | Erstveröffentlichung: Mai 1990                           |
| 1991 | Frage niemals Und du kannst nichts dagegen tun                            | DE47 (10 Wo.)DE | — | — | Erstveröffentlichung: 7. Oktober 1991                    |
| 1992 | Nie mehr so wie es war Und du kannst nichts dagegen tun                   | DE72 (2 Wo.)DE | — | — | Erstveröffentlichung: 9. März 1992                       |
| 1993 | Wenn ich dich betrüge (hört das niemals auf) Feuerrosen                   | DE81 (3 Wo.)DE | — | — | Erstveröffentlichung: 13. Oktober 1993                   |
| 2004 | Marleen (2004) Für immer wie heute                                        | DE33 (5 Wo.)DE | — | — | Erstveröffentlichung: 20. September 2004                 |
| 2004 | Er gehört zu mir (2004) Für immer wie heute                               | DE77 (8 Wo.)DE | — | — | Erstveröffentlichung: 6. Dezember 2004                   |

grau schraffiert: keine Chartdaten aus diesem Jahr verfügbar
Weitere Singles
| - 1970: Is er een kans / Onbekende jongen (als Marianne Rosenberger) - 1970: Wie weiß ich, daß es Liebe ist - 1972: Love Is Taking a Holiday - 1973: Grimm No Komichi / Hello, Sayonara - 1975: One More Time - 1975: I Feel so Good - 1975: A V.I.P. - 1975: Disco Pata Pata / Ich bin wie du (Split-Single mit Thembi) - 1976: Liebe kann so weh tun - 1977: Nimm dir Zeit für sie - 1977: Schade, ich kann dich nicht lieben - 1978: Cariblue - 1978: Andreas (Für einen Sommer hielten wir die Sonne an) - 1979: Wo ist Jane? - 1979: Sie ist kalt - 1979: Und die Liebe, sie kam - 1980: Du bist heute da - 1980: Nur Sieger steh'n im Licht - 1980: Traumexpress - 1981: Ich hab’ Angst vor dieser Nacht - 1981: Großer Meister, hast du grad mal Zeit für mich - 1982: Blue-Jeans-Kinder - 1982: Der Mann vom Kartell - 1983: Einsamkeit - 1984: Heute Nacht - 1988: Er gehört zu mir (Remake ’88) - 1990: Und mein Lächeln wird dir folgen - 1990: Geh vorbei | - 1990: Ich bin wie du (Remix ’90) - 1992: Wo schläfst du - 1992: Nur eine Nacht - 1994: Der einzige Mann - 1994: Marleen (Remix ’94) - 1995: Frieren (1995) - 1998: Lover - 1998: Ich bin wie du ’98 / Der Marianne Rosenberg Hitmix - 1999: Wenn der Morgen kommt - 1999: Wie ein Leuchtturm - 2000: Wieder da - 2001: Gift - 2005: Für immer und Dich - 2011: Rette mich durch die Nacht - 2011: Und wenn ich sing - 2013: Cariblue (Remix 2013) - 2017: Für immer nur da (Ich bin wie Du) - 2019: Wann (Mr.100%) - 2020: Im Namen der Liebe - 2020: Gemeinsam sind wir stark - 2020: Hallo mein Freund - 2020: Ich bin wieder ich - 2021: So kannst du nicht gehn - 2022: Kleine weisse Friedenstaube (feat. Giraffenaffen) - 2022: Bitte sag nicht goodbye - 2022: DIVA - 2024: Liebe spüren - 2024: Freiheit |

### Als Gastmusikerin
- 1972: Pony Lied / Dong Ding Dong (mit Familie Rosenberg)
- 1977: Ich hab auch einen Stargast (Ilja Richter / Marianne Rosenberg)
- 1977: My Sweet Joker (Ilja Richter / Marianne Rosenberg)
- 1982: Duo Infernal (Extrabreit & Marianne Rosenberg)
- 1995: He Belongs to Me (Sin With Sebastian & Marianne Rosenberg)
- 2000: Zeig mir dein Gesicht (Schweisser feat. Marianne Rosenberg)
- 2010: Ein Mensch wie du (Ayman feat. Marianne Rosenberg)
- 2011: Die Ballade von Wolfgang und Brigitte (Wir sind Helden vs. Marianne Rosenberg)
- 2014: Ich fühl mich Disco (Airport Berlin feat. Marianne Rosenberg)
- 2016: Sie tanzt (Rico Bernasconi feat. Marianne Rosenberg)
- 2018: Liebe kann so weh tun (Eloy feat. Marianne Rosenberg)
- 2023: In unserer Zeit (Joachim Witt feat. Marianne Rosenberg)

## Videoalben und Musikvideos

### Videoalben
- 2004: Unvergesslich
- 2004: Live – Für immer wie heute

### Musikvideos
| Jahr | Titel                      | Regie         |
| ---- | -------------------------- | ------------- |
| 2011 | Und wenn ich sing          | Oliver Sommer |
| 2011 | Rette mich durch die Nacht |               |
| 2016 | Sie tanzt                  |               |
| 2018 | Liebe kann so weh tun      |               |
| 2019 | Wann (Mr. 100%)            |               |
| 2020 | Im Namen der Liebe         |               |
| 2020 | Gemeinsam sind wir stark   |               |
| 2020 | Hallo mein Freund          |               |
| 2020 | Ich bin wieder ich         |               |

## Autorenbeteiligungen und Produktionen
Marianne Rosenberg als Autorin in den Charts

| Jahr | Titel Interpretation                                                 | Höchstplatzierung, Gesamtwochen, AuszeichnungChartplatzierungen (Jahr, Titel, Interpretation, Platzierungen, Wochen, Auszeichnungen, Anmerkungen) | Höchstplatzierung, Gesamtwochen, AuszeichnungChartplatzierungen (Jahr, Titel, Interpretation, Platzierungen, Wochen, Auszeichnungen, Anmerkungen) | Höchstplatzierung, Gesamtwochen, AuszeichnungChartplatzierungen (Jahr, Titel, Interpretation, Platzierungen, Wochen, Auszeichnungen, Anmerkungen) | Anmerkungen                            |
| Jahr | Titel Interpretation                                                 | DE | AT | CH | Anmerkungen                            |
| ---- | -------------------------------------------------------------------- | --- | --- | --- | -------------------------------------- |
| 1989 | Ich denk’ an dich Marianne Rosenberg                                 | DE40 (30 Wo.)DE | — | — | Erstveröffentlichung: August 1989      |
| 1990 | Eins, zwei, drei (Ich hab’ gedacht es ist vorbei) Marianne Rosenberg | DE55 (10 Wo.)DE | — | — | Erstveröffentlichung: Mai 1990         |
| 1992 | Nie mehr so wie es war Marianne Rosenberg                            | DE72 (2 Wo.)DE | — | — | Erstveröffentlichung: 9. März 1992     |
| 1993 | Wenn ich dich betrüge (hört das niemals auf) Marianne Rosenberg      | DE81 (3 Wo.)DE | — | — | Erstveröffentlichung: 13. Oktober 1993 |

## Boxsets
| Jahr | Titel                           | Höchstplatzierung, Gesamtwochen, AuszeichnungChartplatzierungen (Jahr, Titel, Platzierungen, Wochen, Auszeichnungen, Anmerkungen) | Höchstplatzierung, Gesamtwochen, AuszeichnungChartplatzierungen (Jahr, Titel, Platzierungen, Wochen, Auszeichnungen, Anmerkungen) | Höchstplatzierung, Gesamtwochen, AuszeichnungChartplatzierungen (Jahr, Titel, Platzierungen, Wochen, Auszeichnungen, Anmerkungen) | Anmerkungen                            |
| Jahr | Titel                           | DE | AT | CH | Anmerkungen                            |
| ---- | ------------------------------- | --- | --- | --- | -------------------------------------- |
| 2020 | Regenbogenwelt (100% Rosenberg) | DE64 (1 Wo.)DE | — | — | Erstveröffentlichung: 30. Oktober 2020 |

Weitere Boxsets
- 2013: Original Album Classics 1971–1976
- 2014: Original Album Classics 1977–1993

## Statistik

### Chartauswertung

#### Albumcharts
|                     | DE     | AT    | CH    |
| ------------------- | ------ | ----- | ----- |
| Nummer-eins-Alben   | DE1DE  | AT—AT | CH—CH |
| Top-10-Alben        | DE3DE  | AT—AT | CH—CH |
| Alben in den Charts | DE14DE | AT3AT | CH3CH |

#### Singlecharts
|                       | DE     | AT    | CH    |
| --------------------- | ------ | ----- | ----- |
| Nummer-eins-Singles   | DE—DE  | AT—AT | CH—CH |
| Top-10-Singles        | DE6DE  | AT—AT | CH—CH |
| Singles in den Charts | DE26DE | AT1AT | CH—CH |

|                       | DE    | AT    | CH    |
| --------------------- | ----- | ----- | ----- |
| Nummer-eins-Singles   | DE—DE | AT—AT | CH—CH |
| Top-10-Singles        | DE—DE | AT—AT | CH—CH |
| Singles in den Charts | DE4DE | AT—AT | CH—CH |

### Auszeichnungen für Musikverkäufe
Anmerkung: Auszeichnungen in Ländern aus den Charttabellen bzw. Chartboxen sind in ebendiesen zu finden.
| Land/RegionAuszeichnungen für Musikverkäufe (Land/Region, Auszeichnungen, Verkäufe, Quellen) | Gold     | Platin | Verkäufe | Quellen           |
| -------------------------------------------------------------------------------------------- | -------- | ------ | -------- | ----------------- |
| Deutschland (BVMI)                                                                           | 2× Gold2 | —      | 400.000  | musikindustrie.de |
| Insgesamt                                                                                    | 2× Gold2 | —      |          |                   |